# Slag bij Olpae

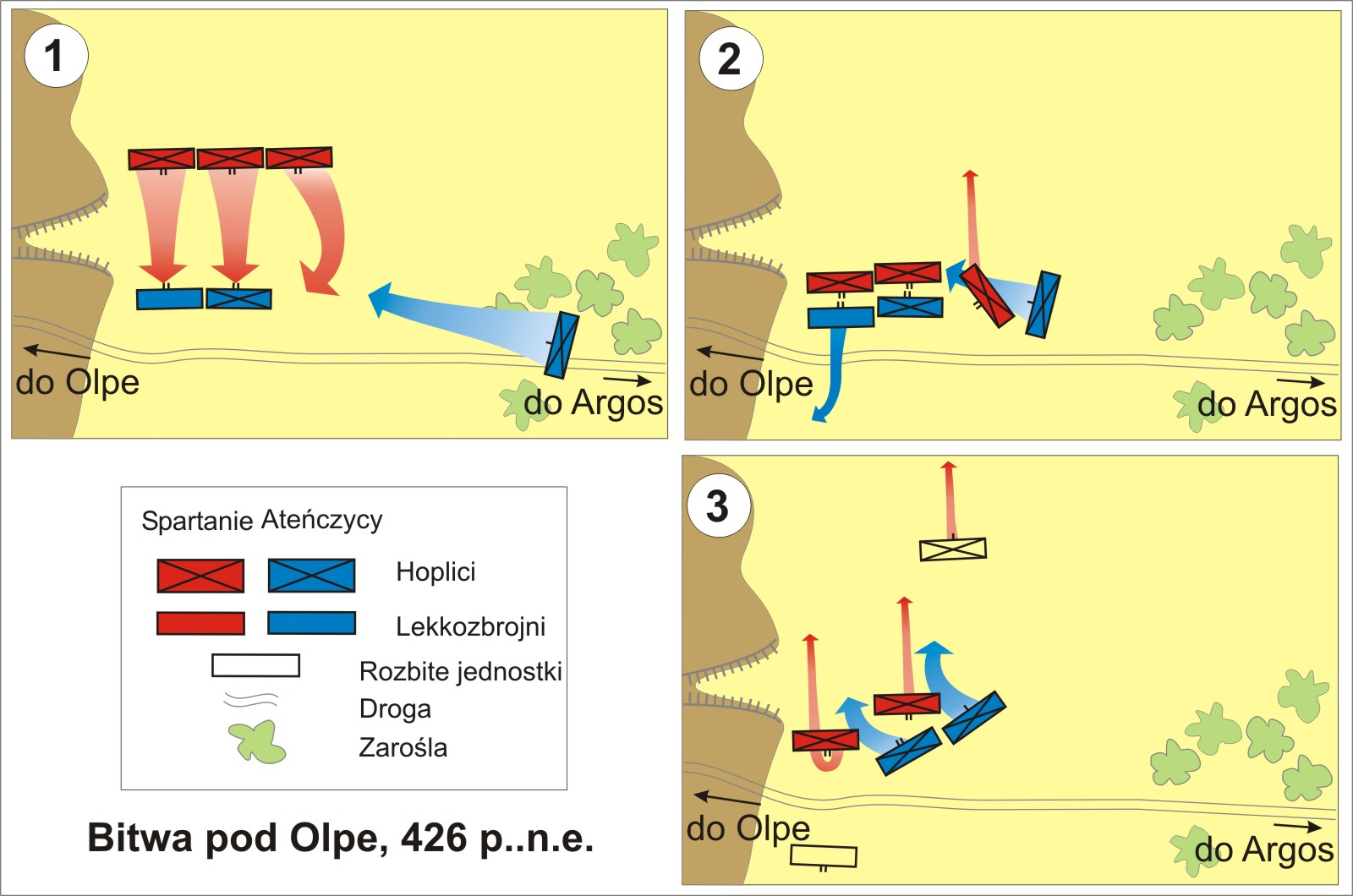
Overzicht van de Slag bij Olpae

De Slag bij Olpae was een veldslag in de Peloponnesische Oorlog in 426 v.Chr. tussen Athene en Sparta.
In 426 v.Chr. bezetten 3.000 hoplieten van Ambracia de Korinthische stad Olpae in Acarnanië, ten westen van Aetolië. De Acarnaniërs vroegen om hulp en Athene stuurde 20 triremen, 200 hoplieten en 60 boogschutters onder Demosthenes. De Ambraciërs kregen steun van Sparta. Een expeditieleger marcheerde onder het bevel van Eurylochus naar Acarnanië. Demosthenes landde met de Atheense vloot bij Olpae in de Ionische Zee.
Na vijf dagen van voorbereidingen ontmoetten de legers elkaar op de vlakte van Olpae. Demosthenes vormde met zijn Atheners en Messeniërs de rechterflank en de Acarnaniërs de linkerflank. Eurylochus stelde het Spartaanse leger op aan de linkerflank tegenover Demosthenes. De Ambraciërs vormden de rechterflank. Toen de veldslag begon, overrompelden de Spartanen het Atheense leger en de rechterflank van Demosthenes werd omsingeld. Plotseling vielen 400 Acarnaniërs vanuit een verschanste positie de Spartanen van achteren aan. 
Eurylochus sneuvelde in deze gevechten. De Ambraciërs braken door de linkerflank en de Acarnaniërs trokken zich in wanorde terug naar Argos. Demosthenes wist toch de veldslag te winnen, maar verloor daarbij 300 man. De Spartaanse generaal Menedaius sloot een wapenstilstand met Acarnanië en Athene.
Ondertussen marcheerde een tweede leger van Ambracia op naar Olpae. De Ambraciërs sloegen hun kamp op bij Eidomeni en wisten niet dat het Spartaanse leger was verslagen. Demosthenes viel in de nacht het legerkamp aan en bij een verrassingsaanval werd het leger van Ambracia afgeslacht.